# Donnie Nelson

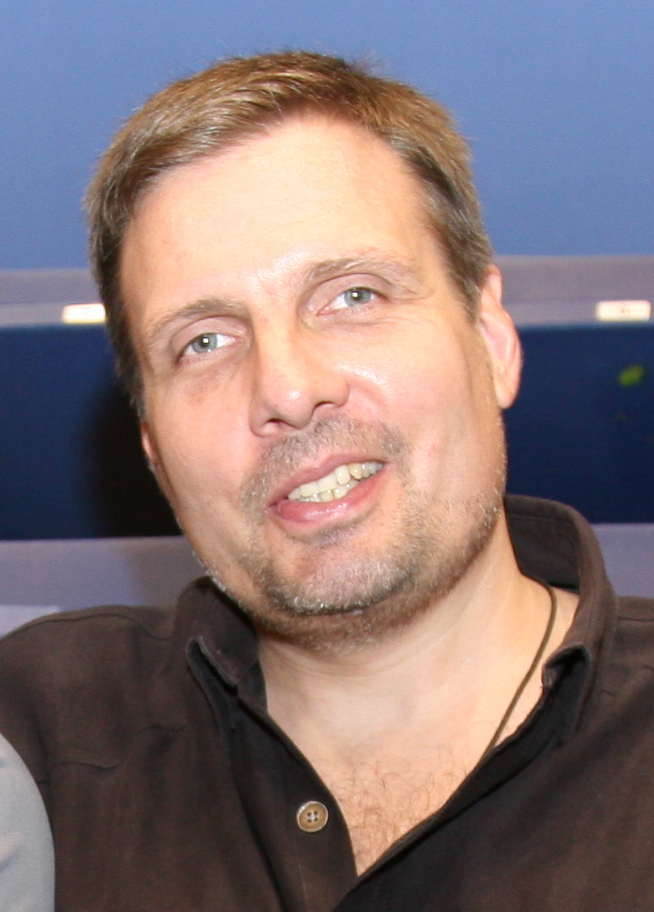
Donnie Nelson

Donnie Nelson (* 10. September 1962) ist ein US-amerikanischer Basketballfunktionär und -trainer. Von 2005 bis 2021 war er General Manager des NBA-Teams der Dallas Mavericks.
Nelson ist seit 1984 in verschiedenen Positionen im Umfeld der NBA tätig. Von 1984 bis 1986 war er Regional Scout für die Milwaukee Bucks. Von 1986 bis 1994 war er der wichtigste Mitarbeiters seines Vaters Don Nelson bei den Golden State Warriors. Parallel dazu ist er seit 1990 Co-Trainer der litauischen Basketballnationalmannschaft, mit der er drei Mal olympisches Bronze, sowie 1995 Silber und 2003 Gold bei Basketball-Europameisterschaften gewann. Von 1995 bis 1998 war er Co-Trainer der Phoenix Suns. Am 2. Januar 1998 wechselte er als Co-Trainer zu den Dallas Mavericks, die zu diesem Zeitpunkt von seinem Vater trainiert wurden. Nachdem sein Vater Dallas 2005 verlassen hatte, machte dieser ihn zu seinem Nachfolger als General Manager.
| Personendaten    | Personendaten                                                |
| ---------------- | ------------------------------------------------------------ |
| NAME             | Nelson, Donnie                                               |
| KURZBESCHREIBUNG | US-amerikanischer Basketballfunktionär und Basketballtrainer |
| GEBURTSDATUM     | 10. September 1962                                           |